# Mawaru-Penguindrum
Mawaru-Penguindrum (輪るピングドラム Mawaru Pingudoramu) là một loạt anime truyền hình Nhật Bản năm 2011 do Brain's Base sản xuất, được đạo diễn và đồng sáng tác bởi Ikuhara Kunihiko. Anime phát sóng tại Nhật Bản từ ngày tháng 7 đến tháng 12 năm 2011. Một phiên bản chuyển thể manga với câu chuyện viết bởi Shibata Isuzu bắt đầu được đăng tải trên tạp chí Comic Birz từ năm 2013 đến năm 2017. Hai phần phim tổng hợp với tựa đề Re:cycle of Penguindrum do Lapin Track sản xuất công chiếu vào 2022. Phần đầu tiên có tựa Kimi no ressha wa seizon senryaku chiếu vào tháng 4, trong khi phần hai với tựa Boku wa kimi o aishiteru chiếu vào tháng 7 năm 2022.